# 埃斯蒂拉克
埃斯蒂拉克（法語：Estirac，法語發音：[ɛstiʁak]）是法国上比利牛斯省的一个市镇，属于塔布区。

## 地理
埃斯蒂拉克（43°29'47"N, 0°1'54"E）面积5.21 平方千米，位于法国奧克西塔尼大區上比利牛斯省，该省份为法国西南部内陆省份，北至热尔省，西接大西洋比利牛斯省，南与西班牙接壤，东临上加龙省。
与埃斯蒂拉克接壤的市镇（或旧市镇、城区）包括：拉巴蒂里维耶尔、欧里耶巴、科萨德里维耶尔、莫布尔盖、松布兰、维勒弗朗克。

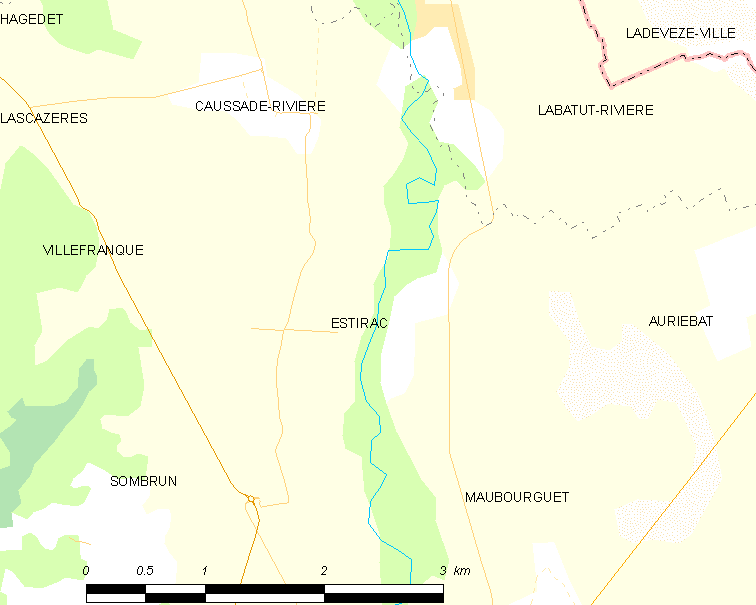
埃斯蒂拉克的OSM定位图

埃斯蒂拉克的时区为UTC+01:00、UTC+02:00（夏令时）。

## 行政
埃斯蒂拉克的邮政编码为65700，INSEE市镇编码为65174。

## 政治
埃斯蒂拉克所属的省级选区为阿杜尔河谷-吕斯唐-马迪拉奈县。

## 人口

1962-2008年间埃斯蒂拉克人口变化图示

埃斯蒂拉克于2022年1月1日时的人口数量为103人。